# Wyższe Baptystyczne Seminarium Teologiczne w Warszawie
Wyższe Baptystyczne Seminarium Teologiczne w Warszawie – wyższa szkoła teologiczna Kościoła Chrześcijan Baptystów w Rzeczypospolitej Polskiej z siedzibą w osiedlu Radość w Warszawie.

## Geneza
Uczelnia jest kontynuacją wcześniejszych form kształcenia teologicznego w baptyzmie polskim: istniejącego przed II wojną światową Baptystycznego Seminarium Teologicznego w Łodzi, działającego w Polsce Ludowej Seminarium Teologicznego Polskiego Kościoła Chrześcijan Baptystów, z siedzibą w Malborku (1947–1950), Warszawie i – jako Biblijne Seminarium Teologiczne – we Wrocławiu. WBST ma siedzibę w miejscu, gdzie w okresie międzywojennym działała Szkoła Biblijna utworzona przez Wacława Żebrowskiego i Mojżesza Gitlina.

## Podstawa prawna
Seminarium działa na podstawie ustawy z 30 czerwca 1995 r. o stosunku państwa do Kościoła Chrześcijan Baptystów w RP. Posiada uprawnienie do nadawania tytułu zawodowego licencjata teologii baptystycznej.

## Działalność dydaktyczna i naukowa
W WBST prowadzone są 3-letnie studia licencjackie, kursy katechetyczne oraz pomniejsze formy kształcenia o charakterze praktycznym.
W okresie po II wojnie światowej wśród wykładowców Seminarium byli m.in.: prezbiter Krzysztof Bednarczyk, prezbiter Krystian Ber, pastor Michael Bochenski, prof. dr hab. Krzysztof Brzechczyn, Anna Cieślar, prezbiter Gustaw Cieślar, dr Mark Edworthy, prezbiter Aleksander Kircun, dr hab. Andrzej P. Kluczyński, dr Wojciech Kowalewski, dr Janusz Kucharczyk, dr Robert Merecz, dr hab. Jan Mironczuk, prof. dr hab. Piotr Muchowski, prof. dr hab. Mirosław Patalon, prezbiter Zdzisław Pawlik, prezbiter dr Andrzej Seweryn, prezbiter Michał Stankiewicz, dr Henryk Ryszard Tomaszewski, prezbiter Konstanty Wiazowski, dr Mateusz Wichary, dr Zbigniew Wierzchowski, prof. dr hab. Tadeusz J. Zieliński.
Organizowane są sympozja naukowe. WBST objęło patronatem zorganizowaną 20 października 2016 konferencję naukową Polskiego Forum Chrześcijańskiego pt. „Jeden Duch, różne dary, wspólne dobro” (inni patroni: Polska Akademia Nauk, Chrześcijańska Akademia Teologiczna w Warszawie, Uniwersytet Kardynała Stefana Wyszyńskiego w Warszawie i Wyższa Szkoła Teologiczno-Społeczna).

## Działalność kościelna

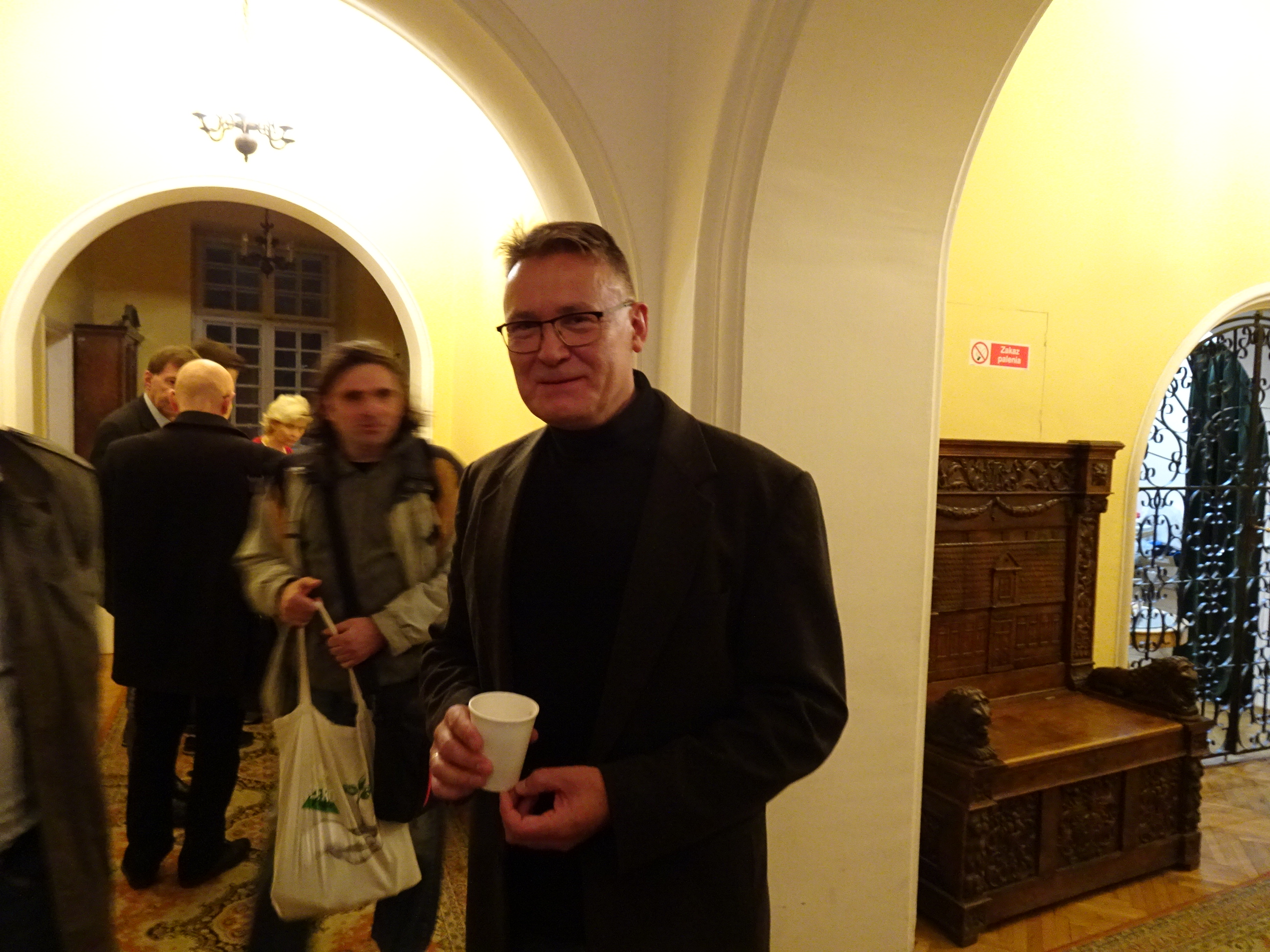
Michał Prończuk, jeden z wykładowców.

Kampus Seminarium jest wykorzystywany jako miejsce organizowania zjazdów, konferencji, szkoleń i obozów chrześcijańskich.

## Działalność wydawnicza
Wydawnictwo Uczelniane WBST publikuje:
- czasopismo naukowe „Baptystyczny Przegląd Teologiczny”
- książki naukowe w dwóch seriach: „Rozprawy i materiały Wyższego Baptystycznego Seminarium Teologicznego w Warszawie” i „Monografie Wyższego Baptystycznego Seminarium Teologicznego w Warszawie”
- książki popularnonaukowe[9].

W 2015 Wydawnictwo Uczelniane Wyższego Baptystycznego Seminarium Teologicznego w Warszawie oraz Wydawnictwo Słowo Prawdy wydały publikację w uznaniu dokonań Konstantego Wiazowskiego pt. Bóg dotrzymuje Słowa. Księga jubileuszowa prezbitera Konstantego Wiazowskiego, przygotowaną pod redakcją naukową Mateusza Wicharego.

## Kampus
Zabudowania Seminarium obejmują m.in. pomieszczenia rektoratu, kościół seminaryjny, bibliotekę, sale wykładowe, stołówkę i bursę dla studentów. Gmachy WBST w Warszawie-Radości powstawały w latach 1989-1994. Ostatecznie zostały one ukończone w 2003.

## Rektorzy
- 1994–2005 – Gustaw Cieślar
- 2005–2009 – dr Michael I. Bochenski
- 2009–2013 – dr Andrzej Seweryn
- 2013–2018 – Gustaw Cieślar
- od 2018 – dr Włodzimierz Tasak

## Prorektor
- od 2013 – dr Mateusz Wichary

## Dziekan
- od 2015 – dr Robert Merecz[11]
- od 2023 - dr hab. Jan Mironczuk[12]